# إيزابيل غرايمز ريتشي
إيزابيل غرايمز ريتشي (بالإنجليزية: Isabel Grimes Richey) (16 يونيو 1858، لانكستر في الولايات المتحدة - 13 نوفمبر 1910، بلاتسموث في الولايات المتحدة)؛ كاتِبة وشاعرة أمريكية.